# De ratelaar
De ratelaar is een bronzen beeld in Amsterdam Oud-West.
Het werk van Rob Cerneüs staat sinds 2007 op het Kwakersplein en kreeg het volgende onderschrift mee: "Ode aan de vuinisman, 130 jaar reiniging 1877-2007". Aan de zijkant bevindt zich nog de tekst: "De ratelaar had tot het eind van de 2de helft van de 20ste eeuw een belangrijke functie in het Amsterdamse straatbeeld. Met zijn zware houten ratel maakte hij onderhands verschillende wijsjes als paard en wagen van de Reinigingsdienst in aantocht was. Amsterdammers konden dan alvast hun vuilnisemmers aan de trottoirrand klaarzetten." De ratelaar was een functie bij de Stadsreiniging, in eerste instantie om aan te kondigen dat de beerwagen, strontkar (in de volksmond Boldootwagen) er aan kwam om de verzamelde menselijke uitwerpselen te verzamelen. Sanitair was niet in iedere woning aanwezig. Later toen steeds meer woningen sanitair en aansluiting op het riool hadden kondigde de ratelaar de komst van de vuilniswagen aan, als deze op ongewone tijden de straat aan deed. De laatste ratelaar van Amsterdam Rinus Voorhaar (1922-2010) stond model voor dit beeld en woonde enige tijd aan de Tollensstraat.
Het beeld verrees op het Kwakersplein, omdat daar het hoofdkantoor van de stadsreiniging zou hebben gestaan. Het kantoor en ook stalling van vuilnisauto's stond echter aan de Kwakersstraat/Bilderdijkkade, dus over de brug 164, Smederij Meisterbrug. Het gebouw staat er echter niet meer, werd afgebroken voor eerst een Stadsdeelraadkantoor, dat op haar beurt werd afgebroken voor een appartementencomplex.
Het beeld is diverse keren verhuisd op het plein. 